# Encarnación, Paraguay
Encarnación este un oraș din departamentul Itapúa, Paraguay.